# Nick Knatterton – Der Film
Nick Knatterton – Der Film ist eine Comic-Realverfilmung der beiden Regisseure Niki List und Marcus O. Rosenmüller aus dem Jahr 2002, die auf den Charakteren und Geschichten von Nick Knatterton basiert. Der Film ist in Deutschland bislang nicht offiziell veröffentlicht worden.

## Handlung
1959: Berthold Wettelsteck liest als Kind begeistert Comics, besonders die über Nick Knatterton in der Zeitschrift Quick. Eines Tages wird ein solcher Fall Realität und Berthold ist selbst mittendrin. Er erlebt, wie Nick Knatterton bei dem Versuch, seiner größten Widersacherin Virginia Peng die von ihr gestohlene Formel für ein Verjüngungsserum zu entreißen, von ihrem Assistenten Professor Bartap mit einer Spritze in eine Holzstatue verwandelt wird. Virginia Peng fällt in ein Säurebecken und wird fürchterlich entstellt.
1999, vierzig Jahre später: Berthold Wettelsteck lebt mit seiner halbwüchsigen Tochter Isetta und dem Hund Knirps zusammen. Er sammelt und liest immer noch leidenschaftlich gerne Comics. In einer Ecke seines Arbeitszimmers steht der hölzerne Nick Knatterton. Als dieser plötzlich wieder zum Leben erwacht, werden Berthold und Isetta neuerlich in die Auseinandersetzung zwischen Nick Knatterton und Virginia Peng hineingezogen, die zusammen mit Professor Bartap immer noch versucht, mit Hilfe des Serums wieder jung und schön zu werden.

## Hintergründe
Die mit acht Millionen Euro geförderte Produktion (Filmstiftung NRW: eine Million Euro) wurde von der Helkon Media AG gemeinsam mit Nicki Lists Cult Film produziert und prominent besetzt.
Helkon Pictures meldete jedoch am 1. Oktober 2002 Insolvenz an. Der Film wurde Teil der Konkursmasse und in deutschen Kinos, im Fernsehen oder auf DVD nie offiziell veröffentlicht.
Bei einer Vorführung auf dem Filmfest München 2002 war das Urteil der Kritiker und Zuschauer einhellig negativ. 2003 wurde eine Privatkopie des Films von Co-Regisseur Marcus O. Rosenmüller in Berlin vorgeführt. In Österreich lief der Film einige Wochen ab dem 21. Oktober 2005 im Kino und verzeichnete gerade mal 212 zahlende Zuseher.

## Kritik
Das österreichische Bundesministerium für Unterricht, Kunst und Kultur (nun Bundesministerium für Bildung und Frauen) urteilte, trotz Verlagerung der Handlung in die Jetztzeit seien dem Film „noch die klischeehaften Rollenbilder der 1950er und 1960er Jahre anzumerken, die in dieser Form sicher eine sozialethisch problematische Vorbildwirkung ausüben“. Auch spiele „Gewalt eine zu starke Rolle“, selbst wenn sie oft nur angedeutet werde. Der parodistische Effekt würde sich kleineren Kindern kaum erschließen, was eine Altersbeschränkung ab Sechs erforderlich mache.